# Angelica Van Buren

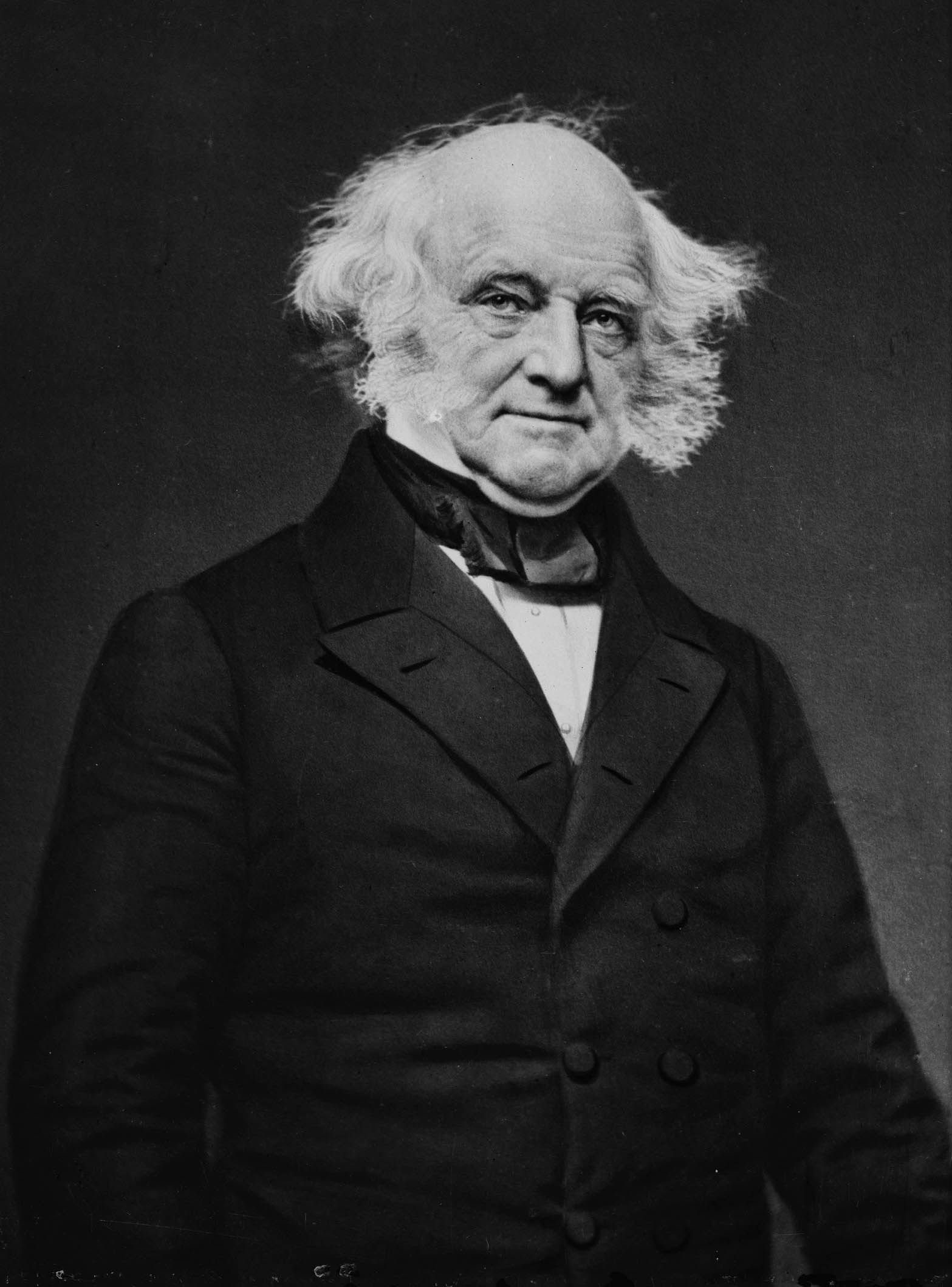
Martin Van Buren, suegro de Angélica y octavo presidente de los Estados Unidos.

Angelica Singleton Van Buren (Wedgefield, 13 de febrero de 1818-Nueva York, 29 de diciembre de 1877) fue una heredera estadounidense, nuera del 8.º presidente Martin Van Buren, quién ejerció como la primera dama de los Estados Unidos de 1839 a 1841, ya que la esposa del presidente había muerto 17 años antes.
Criada en la alta sociedad, y emparentada con Dolley Madison (esposa del presidente James Madison y por lo tanto, también primera dama), Angelica dio un aire de sofisticación a su papel como primera dama. Se casó con Abraham Van Buren en 1838; la pareja realizó un extenso viaje por Europa. Cuando regresaron, ya en 1839, asumió las tareas de anfitriona de la Casa Blanca durante el resto de la presidencia de su suegro. Tras la derrota electoral de Martin Van Buren en 1841, Angelica y su esposo vivieron en la residencia de los Van Buren en Lindenwald (Kinderhook, Nueva York), pasando los inviernos en la casa de su familia en Carolina del Sur. Desde 1848 y hasta su muerte en 1877, residió en la ciudad de Nueva York.